# Spilomalus dolichogaster
Spilomalus dolichogaster är en stekelart som beskrevs av Gijswijt och Graham 1986. Spilomalus dolichogaster ingår i släktet Spilomalus och familjen puppglanssteklar.
Artens utbredningsområde är:
- Frankrike.
- Spanien.

Inga underarter finns listade i Catalogue of Life.